# Epuraecha ochraceomaculata
Epuraecha ochraceomaculata là một loài bọ cánh cứng trong họ Cerambycidae.